# Herzstein (Film)
Herzstein (Originaltitel Hjartasteinn) ist ein dänisch-isländisches Filmdrama von Guðmundur Arnar Guðmundsson, das am 1. September 2016 im Rahmen der Filmfestspiele von Venedig 2016 seine Premiere feierte.

## Handlung
In dem abgelegenen Fischerdörfchen Borgarfjörður eystri in Island. Es sind Sommerferien, und vier Jungen, alle etwa 13 Jahre alt, genießen die ersten warmen Sonnenstrahlen auf einem Pier. Þór nimmt eine Außenseiterstellung ein und muss gegen seine größer gewachsenen Spielkameraden bestehen, die darüber spotten, dass ihm jegliche sichtbaren Pubertätsanzeichen fehlen. Auch im örtlichen Jugendtreff haben es die Raufbolde auf ihn abgesehen und schikanieren ihn verbal und körperlich. Zuhause wiederum sind es Þórs ältere Schwestern, die ihn ständig aufziehen. Einmal lassen sie ihren Bruder sogar nackt vor der Haustür und vor seinem angeblichen Liebhaber Kristján stehen. 
Er und Kristján sind jedoch nur beste Freunde, vertrauen einander völlig und finden in ihrer Freundschaft die Wärme, die ihnen in den eigenen Familien fehlt. Kristján hat zuhause mit seinem stets betrunkenen Vater zu kämpfen. Am liebsten hängen sie auf dem Schrottplatz rum oder vertreiben sich die Zeit mit dem Fangen von Fischen. 
Eines Tages verliebt sich Þór in Beta, ein Mädchen aus dem Ort. Als guter Freund hilft Kristján seinem Kumpel dabei, ihr näher zu kommen, weil der nicht weiß, wie er es anstellen soll. Kristján muss sich allerdings nach und nach selbst eingestehen, dass er für Þór mehr als nur Freundschaft empfindet, denn seine Zuneigung für seinen besten Freund wird immer stärker. In dem Dorf bleibt einfach nichts geheim, so auch nicht seine Homosexualität, doch das ist in Borgarfjörður eystri noch immer ein Tabuthema, und auch Þór geht erst einmal auf Distanz zu Kristján.

## Hintergrund
Weil in Island bereits 1940 Homosexualität entkriminalisiert wurde, gilt das Land als queeres Paradies. Premierministerin Jóhanna Sigurðardóttir war 2009 die erste offen lesbische Regierungschefin der Welt. Ein Drittel der Bevölkerung schaut jedes Jahr beim Christopher Street Day vorbei: „Ein Coming-out im Land der Elfen, Vulkane und Geysire sollte da, könnte man meinen, wirklich kein Problem sein“, heißt es in Queer.

## Produktion

### Stab und Besetzung
Regie führte Guðmundur Arnar Guðmundsson, der auch das Drehbuch für den Film schrieb. Es handelt sich nach einer Reihe von Kurzfilmen um den ersten Spielfilm den Guðmundur Arnar Guðmundsson realisierte. Als Produzenten des Films fungierten neben Guðmundur Arnar Guðmundsson und Anton Máni Svansson für Join Motion Pictures noch Lise Orheim Stender und Jesper Morthorst für die dänische Produktionsfirma SF Studios Production. Die Filmmusik wurde von Kristian Eidnes Andersen komponiert.
Der Nachwuchsschauspieler Blær Hinriksson spielt im Film Kristján. Baldur Einarsson spielt seinen besten Freund Thór und Diljá Valsdóttir seine Angebetete Beta. Nanna Kristín Magnúsdóttir spielt Kristjáns Mutter Þórdís, Sveinn Ólafur Gunnarsson seinen Vater Sigurður. Die Rolle von Thórs Mutter Hulda wurde mit Nína Dögg Filippusdóttir besetzt.

### Dreharbeiten und Veröffentlichung

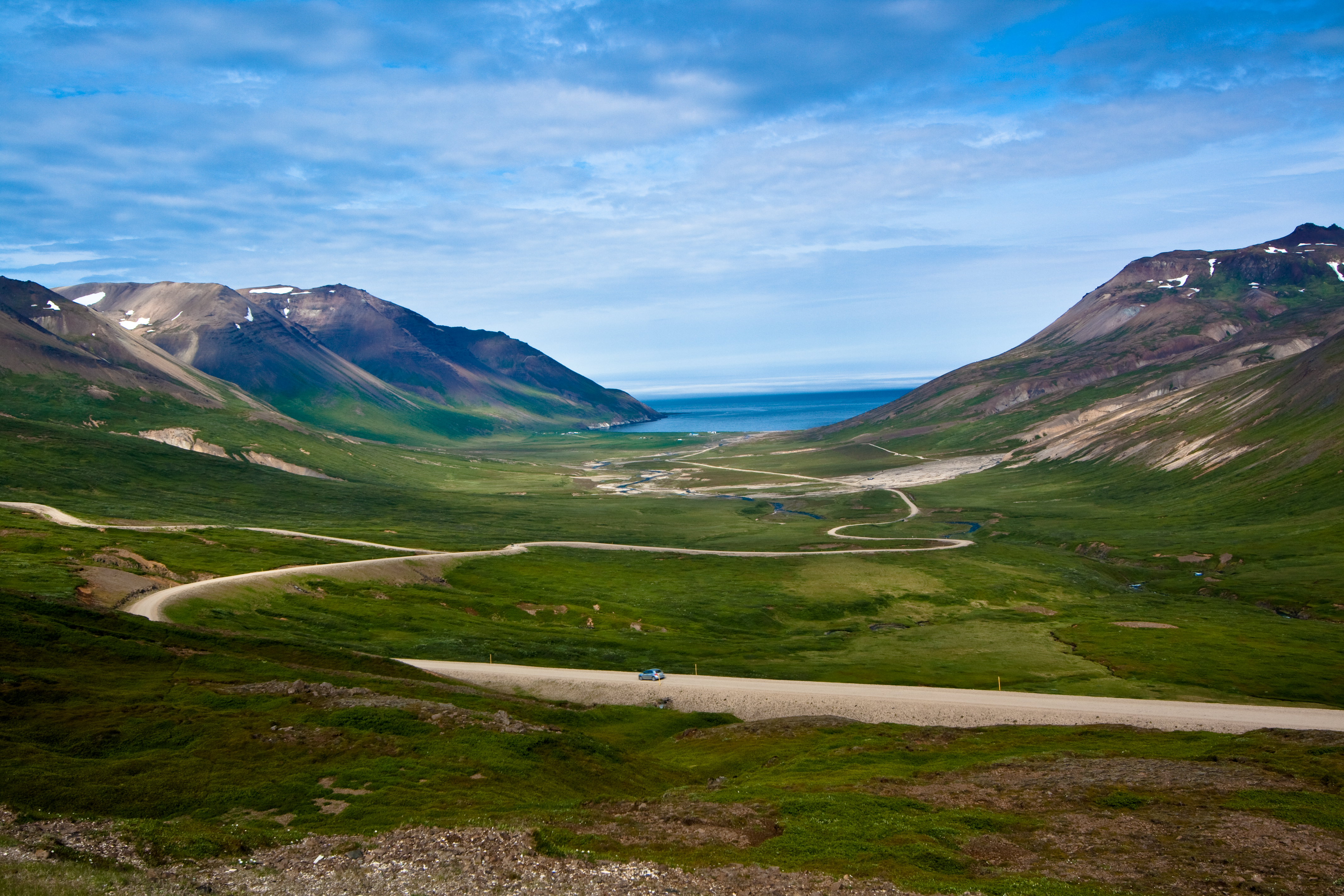
Gedreht wurde der Film unter anderem in dem Fischerdorf Borgarfjörður eystri, wo auch die Handlung des Films angesiedelt ist

Die Dreharbeiten fanden in Island statt, so in Borgarfjörður eystri am gleichnamigen Fjord, wo sie am 12. August 2015 begonnen wurden und wo auch die Handlung des Films angesiedelt ist, an der Steilküste von Dyrhóaey und im Herbst 2015 am Vopnafjörður. Als Kameramann fungierte Sturla Brandth Grøvlen.
Der Film feierte am 1. September 2016 im Rahmen der Filmfestspiele von Venedig 2016 seine Premiere und wurde ab 11. September 2016 beim Toronto International Film Festival gezeigt. Im Rahmen der 58. Nordischen Filmtage in Lübeck wurde der Film mit dem NDR Filmpreis ausgezeichnet. Im Oktober 2017 wurde der Film beim Queer Film Festival München gezeigt und im November 2017 beim Queersicht-LGBTI-Filmfestival Bern vorgestellt.
Im Oktober 2017 wurde der Film beim Filmfestival Münster vorgestellt, wo Guðmundur Arnar Guðmundsson mit dem Preis für die beste Regie im Europäischen Spielfilmwettbewerb ausgezeichnet wurde. In der Begründung der Jury heißt es: „Bis in die kleinste Nebenrolle schafft es der Regisseur Guðmundur Arnar Guðmundsson alle Figuren seines Films zum Strahlen zu bringen. Mit großer Empathie führt er seine jungen Schauspieler zu Höchstleistungen. Seine persönliche und unsentimentale Herangehensweise an das spröde Leben in einem einsamen isländischen Fischerdorf und seine sichere Regieführung machen jede Sekunde des 129 Minuten langen Films sehenswert.“
In Deutschland wurde der Film am 20. Oktober 2017 bei Edition Salzgeber auf DVD veröffentlicht und am 6. November 2017 vom NDR ausgestrahlt.

## Rezeption

### Kritiken
In Queer ist zu lesen, das bewegende Jugenddrama zeige, dass selbst das tolerante Island kein LGBT-Paradies ist. Weiter heißt es dort, der provinziellen Enge der Dorfgemeinschaft stelle Guðmundur Arnar Guðmundsson dabei die Weite der isländischen Natur entgegen, die das Drama in atemberaubenden Einstellungen zeigt.
Im August 2017 wurde bekannt, dass sich der Film auf der Longlist befindet, aus der die Nominierten für den 30. Europäischen Filmpreis bestimmt werden.

### Auszeichnungen (Auswahl)
Europäischer Filmpreis 2017

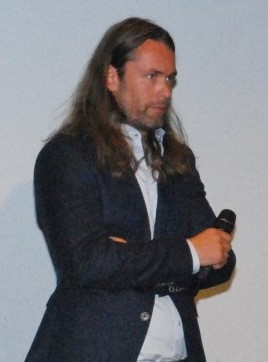
Regie führte Guðmundur Arnar Guðmundsson, der auch das Drehbuch zum Film schrieb

- Auszeichnung mit dem European University Film Award

Festival du Film LGBT Chéries Chéris 2017
- Nominierung als Bester Film für den großen Preis im Wettbewerb (Guðmundur Arnar Guðmundsson)[14]

Göteborg International Film Festival 2017
- Auszeichnung mit dem Lorens Award

Internationales Filmfestival Thessaloniki 2016
- Auszeichnung mit dem Silver Alexander – Special Jury Award (Guðmundur Arnar Guðmundsson)
- Nominierung für den Golden Alexander (Guðmundur Arnar Guðmundsson)

Internationale Filmfestspiele von Venedig 2016
- Auszeichnung mit dem Queer Lion	(Guðmundur Arnar Guðmundsson)

Internationales Filmfestival Warschau 2016
- Auszeichnung als Bester Regisseur (Guðmundur Arnar Guðmundsson)
- Auszeichnung mit dem Ecumenical Jury Award (Guðmundur Arnar Guðmundsson)
- Special Mention

Nordische Filmtage Lübeck 2017
- Auszeichnung mit dem NDR-Filmpreis

Prague International Film Festival 2017
- Auszeichnung mit dem Febiofest Grand Prix (Guðmundur Arnar Guðmundsson)

Toronto International Film Festival 2016
- Nominierung als Bester Film für den Discovery Award (Guðmundur Arnar Guðmundsson)

Tromsø Internasjonale Filmfestival 2017
- Auszeichnung mit dem Don-Quijote-Preis (Guðmundur Arnar Guðmundsson)
- Nominierung für den Aurora Award (Guðmundur Arnar Guðmundsson)